# Vilaça (Braga)
Vilaça é uma povoação portuguesa do Município de Braga que foi sede da extinta Freguesia de Vilaça, freguesia que tinha 1,57 km² de área e 794 habitantes (2011), e, por isso, uma densidade populacional de 505,7 hab/km².
A Freguesia de Vilaça foi extinta em 2013, no âmbito de uma reforma administrativa nacional, tendo sido agregada à freguesia de Fradelos, para formar uma nova freguesia denominada União das Freguesias de Vilaça e Fradelos da qual é a sede.

## História
Até à criação da freguesia, em 1920, Vilaça era apenas um lugar da então paróquia de Louredo. Um documento de 1443 refere o topónimo Santa Cezilia de Vilaça associado ao território correspondente à freguesia.
A Quinta de Vilaça abrangia todo o território da freguesia. A casa mãe ficava junto à actual igreja paroquial que em tempos foi a capela da Quinta.
Após algumas mudanças de proprietários, entre eles D. Joana de Castro Sousa - nora de Vasco da Gama - e D. João de Sousa, arcebispo de Braga, a quinta e a sua casa senhorial apresentam-se bastante adulteradas, restando apenas como valor significativo o brasão dos Sousas de Prado (Condes do Redondo).
Actualmente a Quinta está aberta a actividades públicas, destinando-se à realização de festas, casamentos e convívios.
A igreja paroquial que teve origem no Senhorio de Vilaça, datada de 1899, com uma torre sineira de três pisos. Tinha inicialmente a forma de T, tendo sido posteriormente alterada para formato quadrangular.

## População
| População da freguesia de Vilaça (1864 – 2011) | População da freguesia de Vilaça (1864 – 2011) | População da freguesia de Vilaça (1864 – 2011) | População da freguesia de Vilaça (1864 – 2011) | População da freguesia de Vilaça (1864 – 2011) | População da freguesia de Vilaça (1864 – 2011) | População da freguesia de Vilaça (1864 – 2011) | População da freguesia de Vilaça (1864 – 2011) | População da freguesia de Vilaça (1864 – 2011) | População da freguesia de Vilaça (1864 – 2011) | População da freguesia de Vilaça (1864 – 2011) | População da freguesia de Vilaça (1864 – 2011) | População da freguesia de Vilaça (1864 – 2011) | População da freguesia de Vilaça (1864 – 2011) | População da freguesia de Vilaça (1864 – 2011) |
| ---------------------------------------------- | ---------------------------------------------- | ---------------------------------------------- | ---------------------------------------------- | ---------------------------------------------- | ---------------------------------------------- | ---------------------------------------------- | ---------------------------------------------- | ---------------------------------------------- | ---------------------------------------------- | ---------------------------------------------- | ---------------------------------------------- | ---------------------------------------------- | ---------------------------------------------- | ---------------------------------------------- |
| 1864                                           | 1878                                           | 1890                                           | 1900                                           | 1911                                           | 1920                                           | 1930                                           | 1940                                           | 1950                                           | 1960                                           | 1970                                           | 1981                                           | 1991                                           | 2001                                           | 2011                                           |
| 274                                            | 275                                            | 214                                            | 244                                            | 267                                            | 272                                            | 298                                            | 284                                            | 386                                            | 455                                            | 465                                            | 692                                            | 906                                            | 893                                            | 794                                            |